# Уденплан (станция метро)
Уденплан (швед. Odenplan) — станция Стокгольмского метрополитена. Расположена на Зелёной линии. Обслуживается маршрутами Т17, Т18, Т19.
Станция «Уденплан» расположена в районе Васастаннедалеко от центра. Ежедневный пассажиропоток — около 24000 человек. Открытие станции состоялось 26 октября 1952 года, расстояние от Slussen составляет 3,4 километра.
Станция подземного типа, расположена на глубине 9 метров. В 2006 году были начаты строительные работы по расширению станции. По завершении этих работ в 2011 году станция стала одним из крупнейших пассажирских центров Стокгольма.
В 2017 году открылась станция Citybanan — Уденплан, а позже началось строительство  станции жёлтой линии.
Станция жёлтой линии будет открыта в 2020 году. Будет расположена параллельно существующей линии. Будет иметь один путь, если эту линию будут продлевать на юг, то станцию придётся перестраивать. Станция по проекту односводчатая, будет в бежевых оттенках. В 2022 году планируемый пассажиропоток на жёлтой линии будет до 32000 человек.